# Corso Unità d’Italia

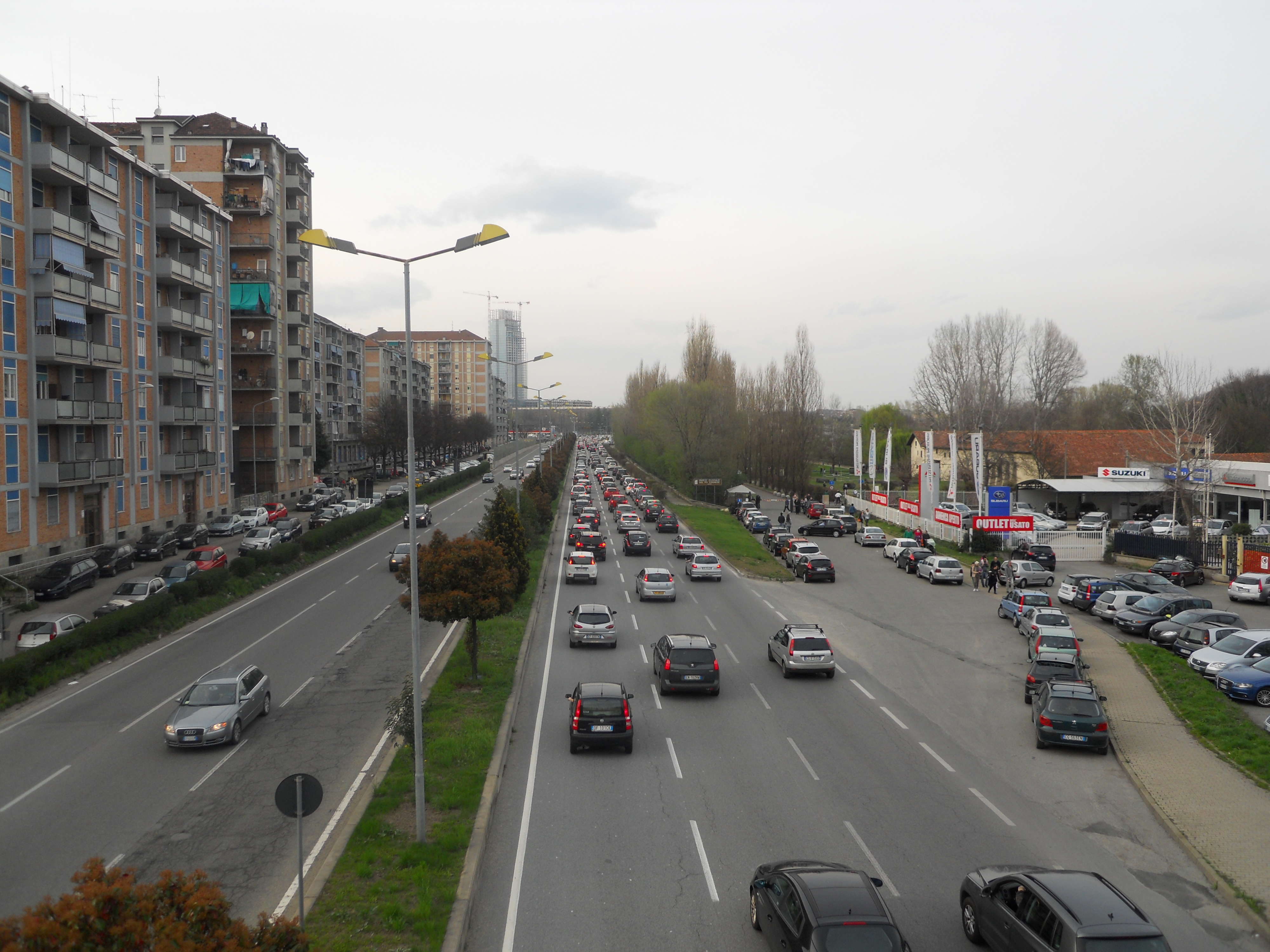

Corso Unità d’Italia – dwujezdniowa arteria prowadząca z południowo-wschodnich obrzeży Turynu - nad brzegiem Padu - w kierunku autostrady A6 prowadzącej do Savony nad Morzem Liguryjskim. Aleja przebiega przez tereny wystawy Italia '61. Arterią kursują autobusy linii 45 i 45-kreślone. Wzdłuż Corso Unità d’Italia rozciągają się tereny rekreacyjne, które swój początek mają w Parco del Valentino.